# باشگاه دانش‌پژوهان جوان
باشگاه دانش‌پژوهان جوان نهادی آموزشی-پژوهشی است که زیر نظر وزارت آموزش و پرورش، به برگزاری المپیادهای علمی ایران و سازماندهی دانش‌آموزان برتر ایران برای شرکت در المپیادهای جهانی می‌پردازد. این نهاد بین سال‌های ۱۳۸۹ تا ۱۳۹۸ به‌صورت یکی از دو معاونت مرکز ملی پرورش استعدادهای درخشان و دانش‌پژوهان جوان فعالیت می‌کرد که مجدداً از سال ۱۴۰۱ با عنوان باشگاه دانش‌پژوهان جوان به‌عنوان یک سازمان مستقل احیا شد.

## تاریخچه
باشگاه دانش‌پژوهان جوان در شهریور ۱۳۷۴ به مرکزیت تهران بنیان‌گذاری شد. اساسنامه باشگاه در تاریخ ۱۰ آبان ۱۳۷۳ به تأیید شورای‌عالی انقلاب فرهنگی رسید که براساس آن، باشگاه دانش‌پژوهان دارای هیئت‌امنایی با اعضای وزیر آموزش و پرورش، وزیر علوم، تحقیقات و فناوری، رئیس سازمان ملی پرورش استعدادهای درخشان (سمپاد) و ۸ نفر از اعضای هیئت علمی دانشگاه‌ها بود. پیش‌تر در سال ۱۳۶۶، موسسه‌ای با نام «مرکز المپیادهای علمی کشور» برای این فعالیت‌ها بنیان‌گذاری شده بود.
این مؤسسه در سال ۱۳۹۰ با تصویب شورای‌عالی اداری با سمپاد ادغام شد و مرکز ملی پرورش استعدادهای درخشان و دانش‌پژوهان جوان تشکیل شد؛ ولی در پی ابلاغ مصوبهٔ شورای‌عالی انقلاب فرهنگی در سال ۱۳۹۸ و بر اساس مادهٔ ۱۵ آن احیا شد. اساسنامه جدید در ۲۴ اسفند ۱۴۰۰ به تصویب شورای‌عالی انقلاب فرهنگی رسید و ۲۲ مرداد ۱۴۰۱ برای اجرا ابلاغ شد. در ادامه به منظور انجام امور مربوط به استقلال باشگاه، توسط وزیر وقت سید رضا حسینی به عنوان نخستین سرپرست و رئیس باشگاه دانش‌پژوهان جوان پس از احیاء انتخاب شد. 

### مدیران
| شماره | مدیران         | دوران مدیریت | دوران مدیریت |
| شماره | مدیران         | از           | تا           |
| ----- | -------------- | ------------ | ------------ |
| ۱     | عسگری‌راد       | ؟            | ؟            |
| ۲     | حسین میرزایی   | ؟            | ۱۳۸۵         |
| ۳     | محسن جمالی     | ۱۳۸۵         | ۱۳۹۰         |
| ۴     | حسن ساعی دهقان | ۱۳۹۰         | ۱۳۹۵         |
| ۵     | عباسعلی مظفری  | ۱۳۹۵         | ۱۳۹۶         |
| ۶     | عنایت سالاریان | ۱۳۹۶         | ۱۳۹۸         |
| ۷     | امید نقشینه    | ۱۳۹۸         | ۱۴۰۱         |
| ۸     | سید رضا حسینی  | ۱۴۰۱         | اکنون        |

## فعالیت‌ها

### داخلی
باشگاه دانش‌پژوهان جوان برگزارکننده المپیادهای علمی داخل ایران است. این باشگاه المپیادهایی در رشته‌های ریاضیات، فیزیک، شیمی، زیست‌شناسی، رایانه، نجوم و اخترفیزیک، ادبی، جغرافیا، علوم زمین، علوم و فناوری نانو، سلول‌های بنیادی و پزشکی بازساختی، سواد رسانه‌ای، اقتصاد و مدیریت و تفکر و کارآفرینی برگزار کرده و پس از برگزاری ۴ دورهٔ المپیاد، اقدام به انتخاب اعضای تیم المپیاد ایران برای شرکت در المپیاد جهانی می‌کند. اعضای این تیم‌ها توسط این مؤسسه جهت آماده‌سازی به اردو برده‌می‌شوند. برگزیدگان المپیاد ادبی که المپیاد جهانی ندارد، با حمایت فرهنگستان زبان و ادب فارسی به کشورهای دیگر اعزام می‌شوند.

### بین‌المللی
شرکت‌کننده‌های ایران در المپیادهای جهانی زیست‌شناسی، فیزیک، شیمی، ریاضی، کامپیوتر، جغرافیا، علوم زمین، زبان‌شناسی، نجوم، علوم و فناوری نانو، اقتصاد و مدیریت و هوش مصنوعی توسط این سازمان آماده می‌گردند و اعزام می‌شوند. ایرانیان تا خرداد سال ۱۳۸۷، ۹۴ مدال طلا، ۱۷۷ مدال نقره و ۹۳ مدال برنز (مجموعاً ۳۶۴ مدال) کسب‌کرده‌اند.